# Distretto di Chienge
Il distretto di Chienge è un distretto dello Zambia, parte della Provincia di Luapula.
Il distretto comprende 13 ward:
- Chienge
- Chipamba
- Chipungu
- Chitutu
- Ifuna
- Kalobwa
- Katete
- Kulungwishi
- Lambwe Chomba
- Luau
- Lunchinda
- Mununga
- Munwa